# 白马岙
28°09′44″N 121°22′27″E / 28.16236°N 121.37403°E
白马岙，位于中华人民共和国浙江省玉环市干江镇东南部，东、两、北有山，南部沿海，是当地的一个旅游景点。

## 特点
白马岙南临披山洋。康熙年间，南明将领遭到清军追击，他骑着白马逃至此处，连人带马坠入大海。乾隆九年，南下闽船在此触礁，当地人称是有白马冤魂导致，因此将此礁石称谓白马礁，附近山岙则称为白马岙。第一次国共内战期间，红军将领应保寿曾在此处一带活动。当地修建旅游景点，包括黄金沙滩等，吸引外地游客观光。

## 图库

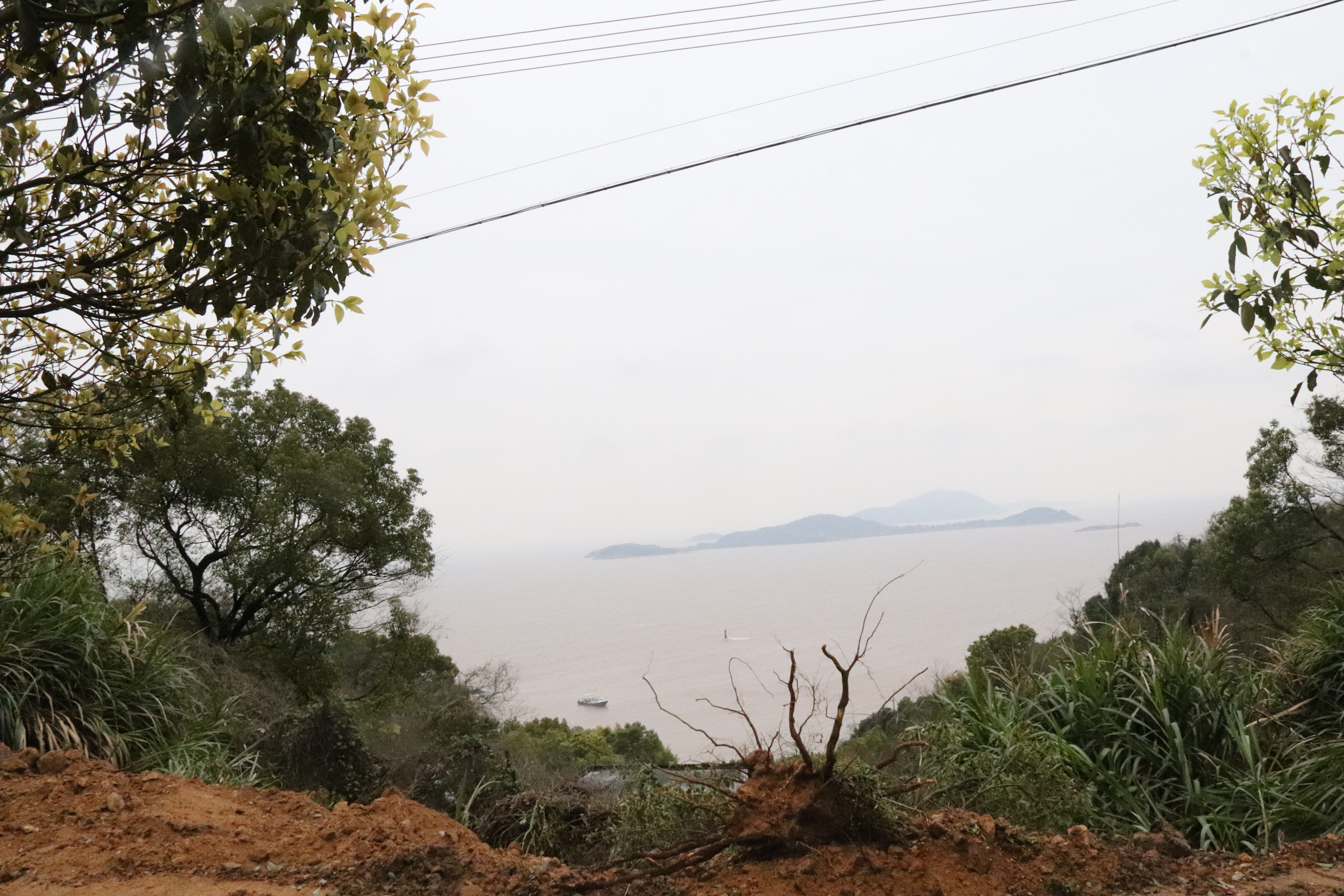
白马岙
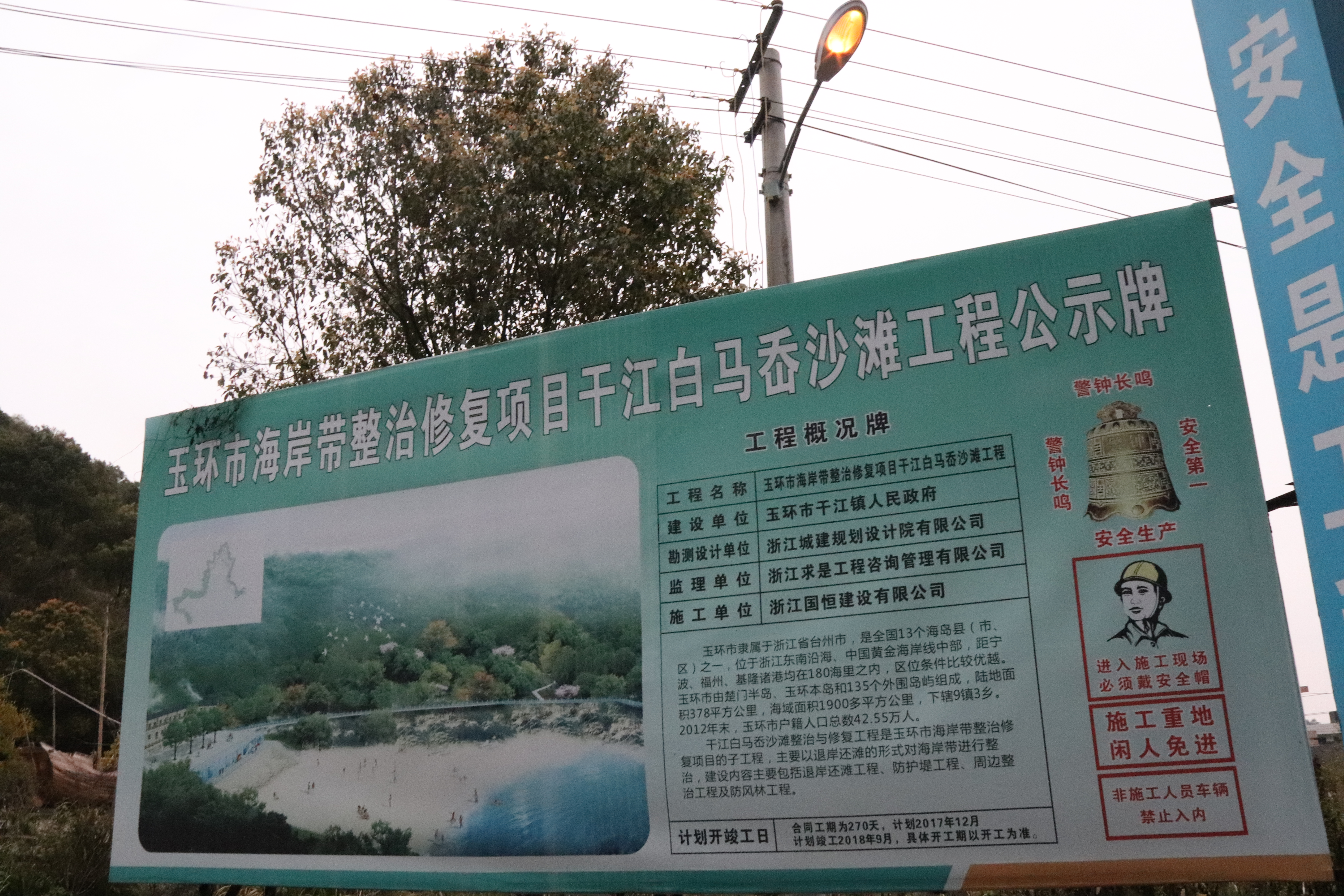
白马岙建筑工程
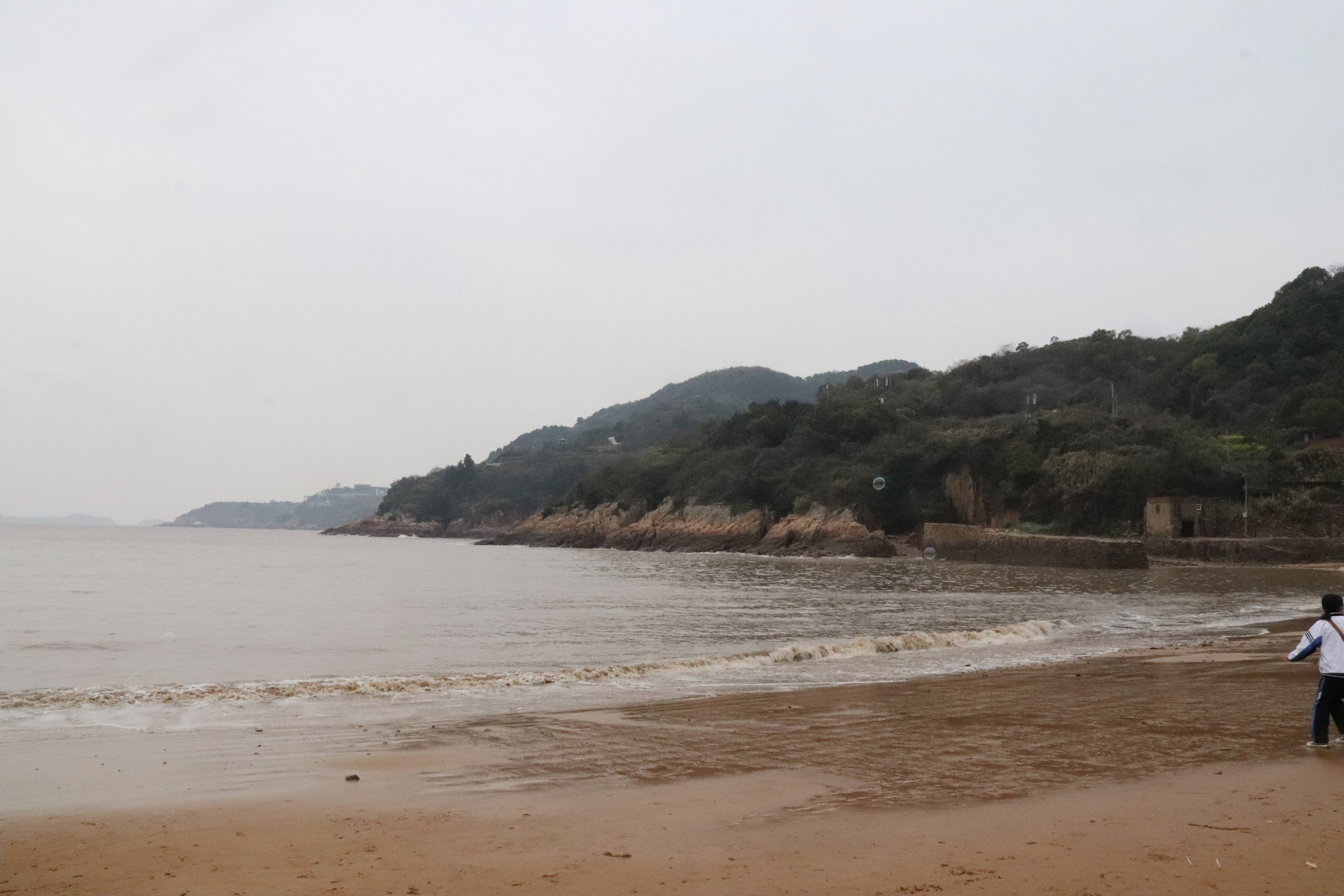
白马岙黄金海滩
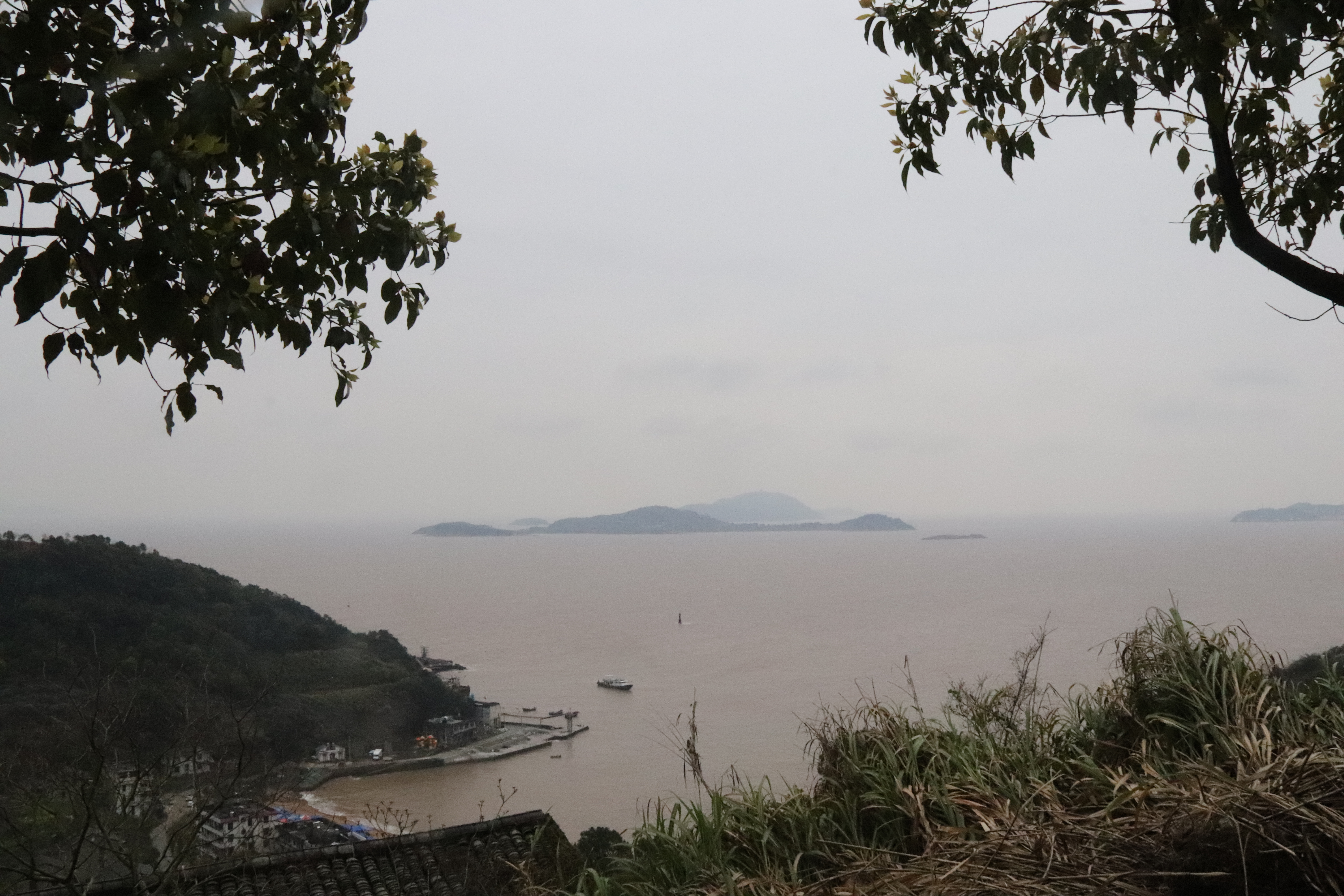
白马岙远景
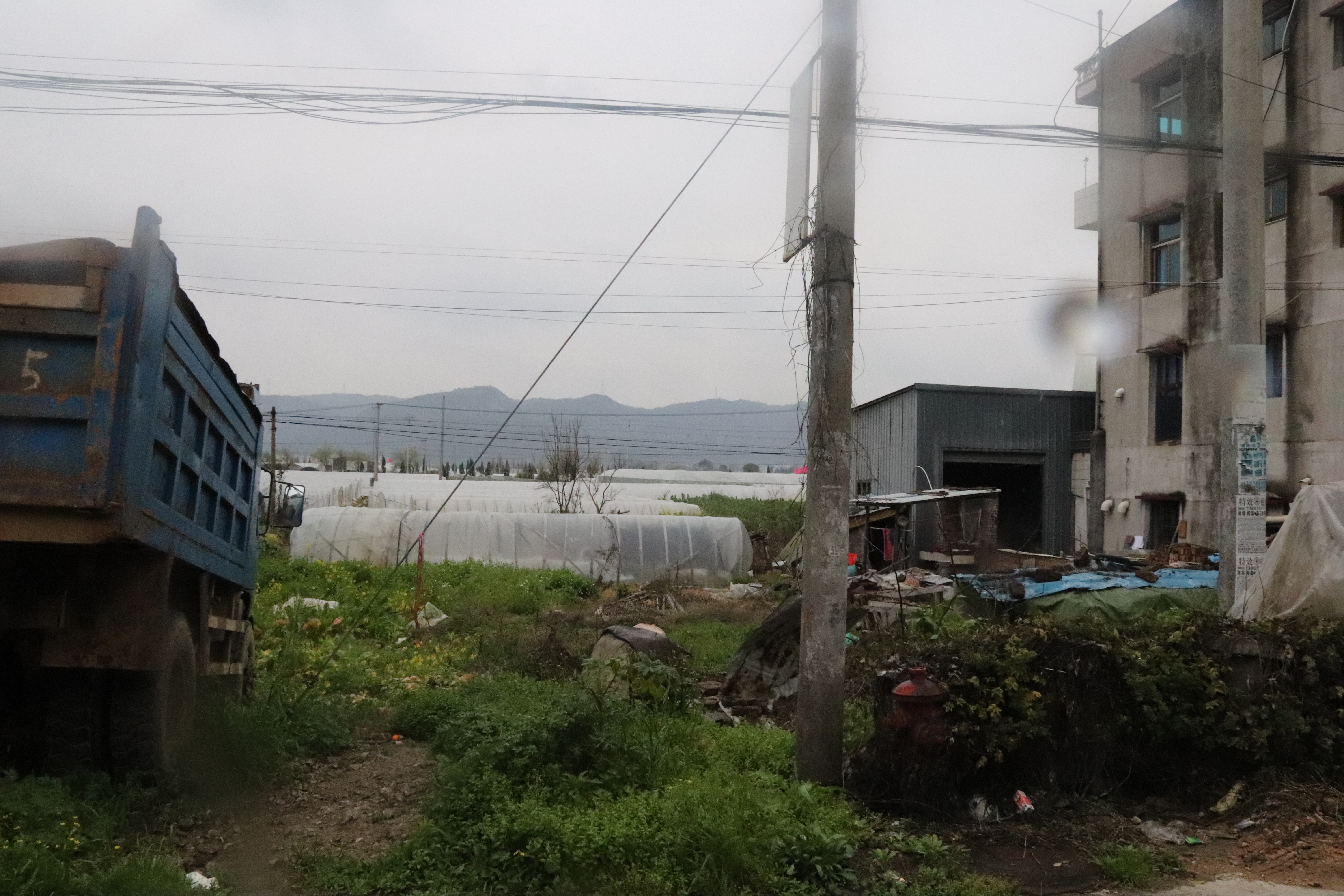
白马岙附近的温室农业大棚
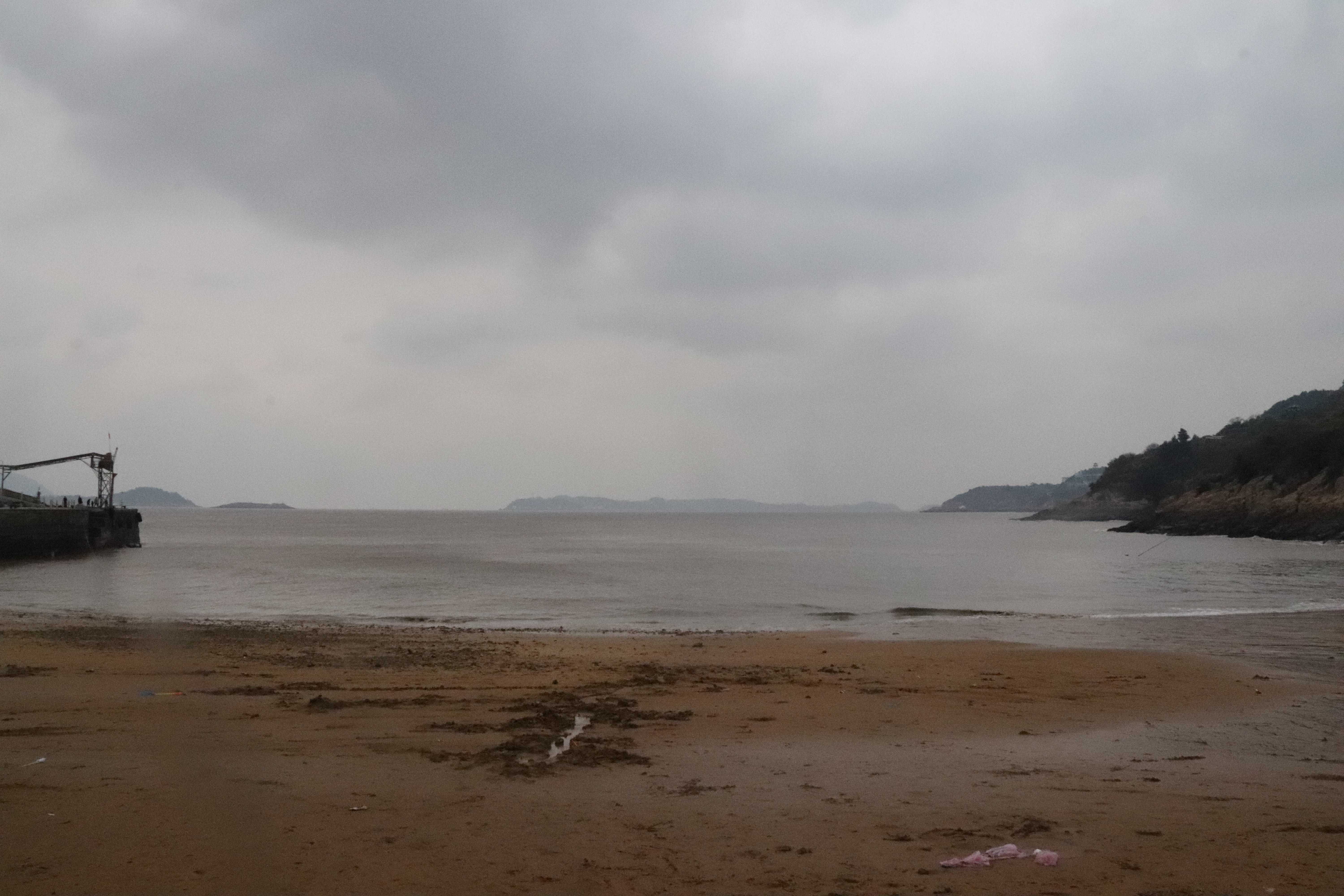
白马岙
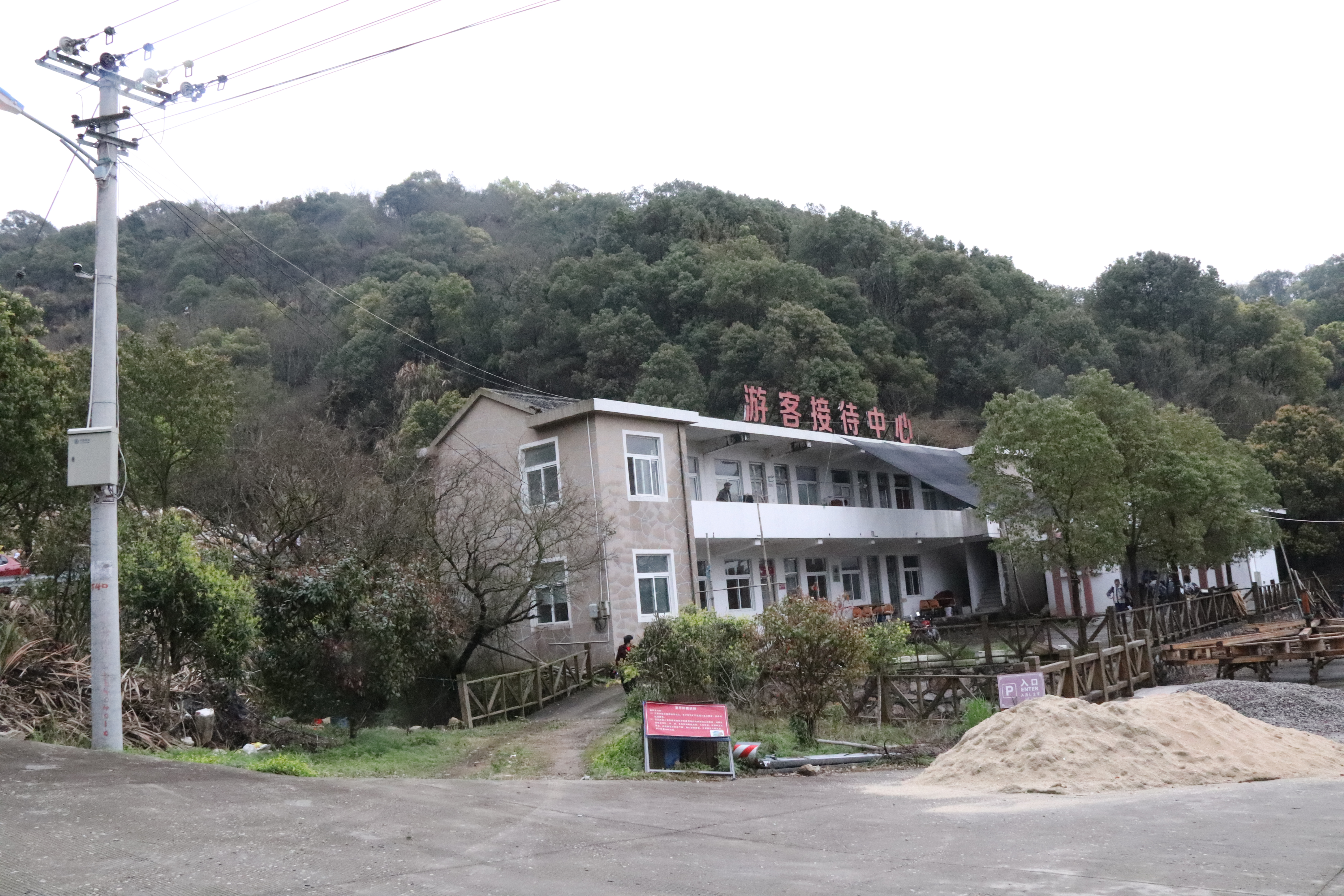
白马岙的观光中心
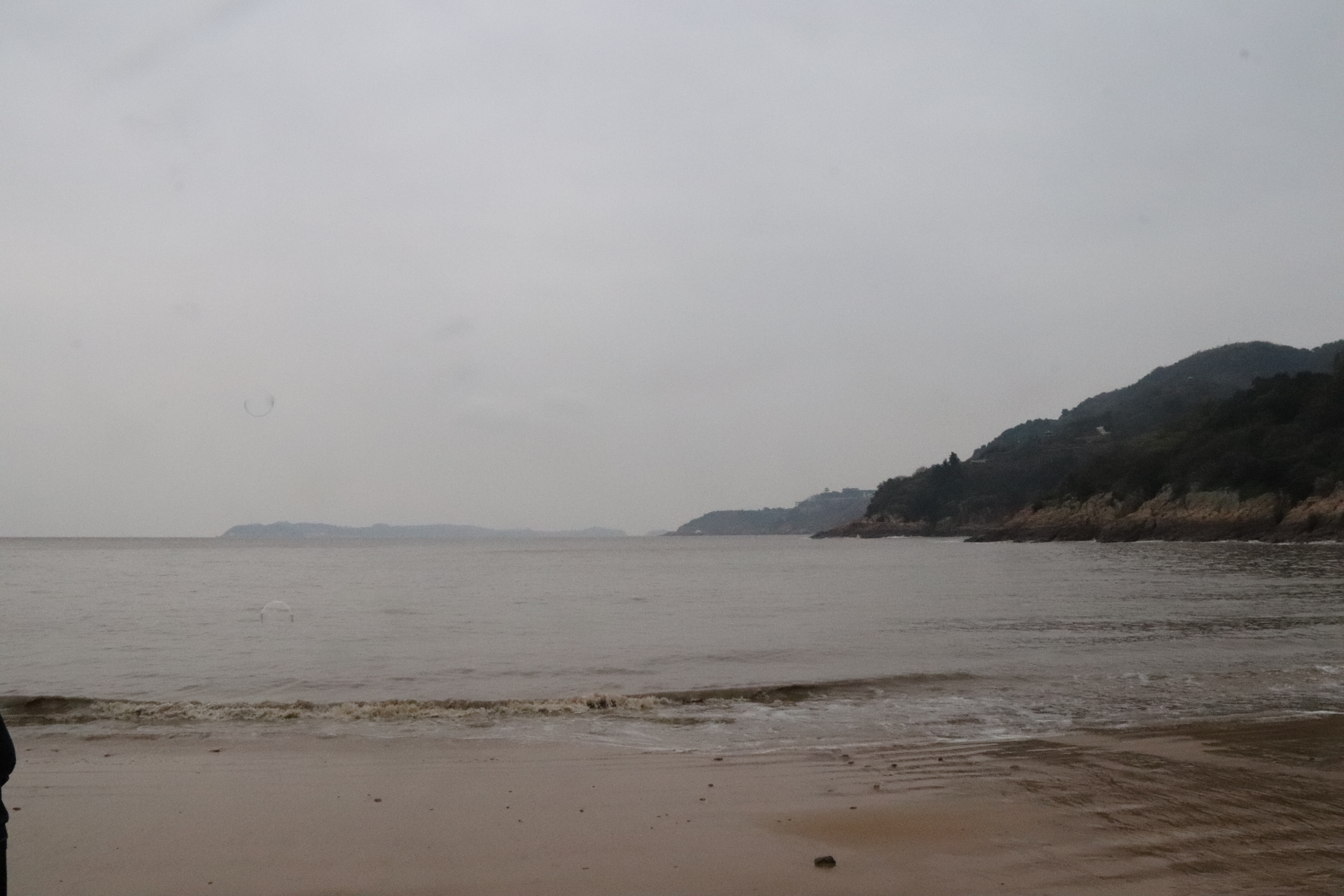
白马岙
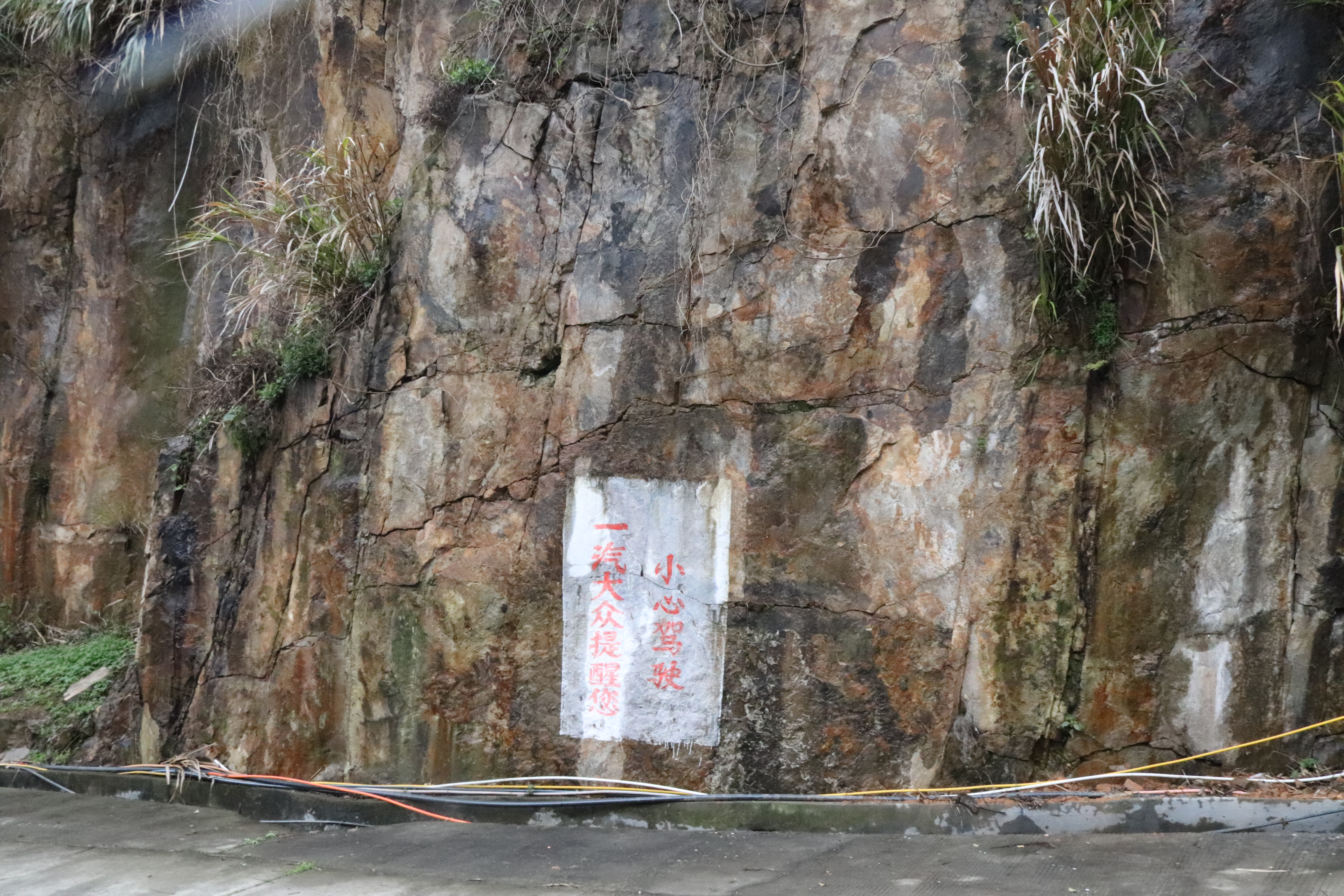
白马岙石刻
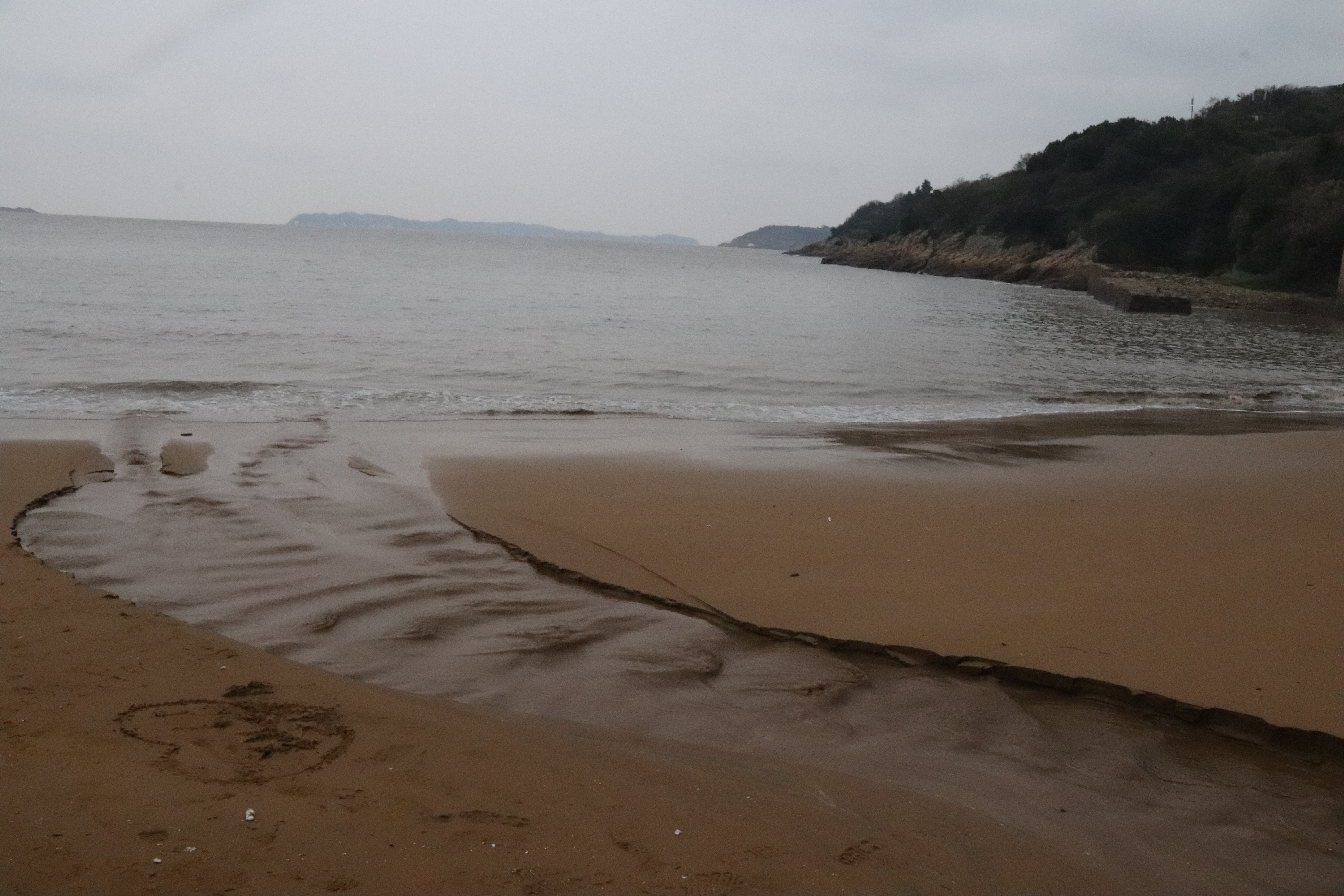
白马岙入海点
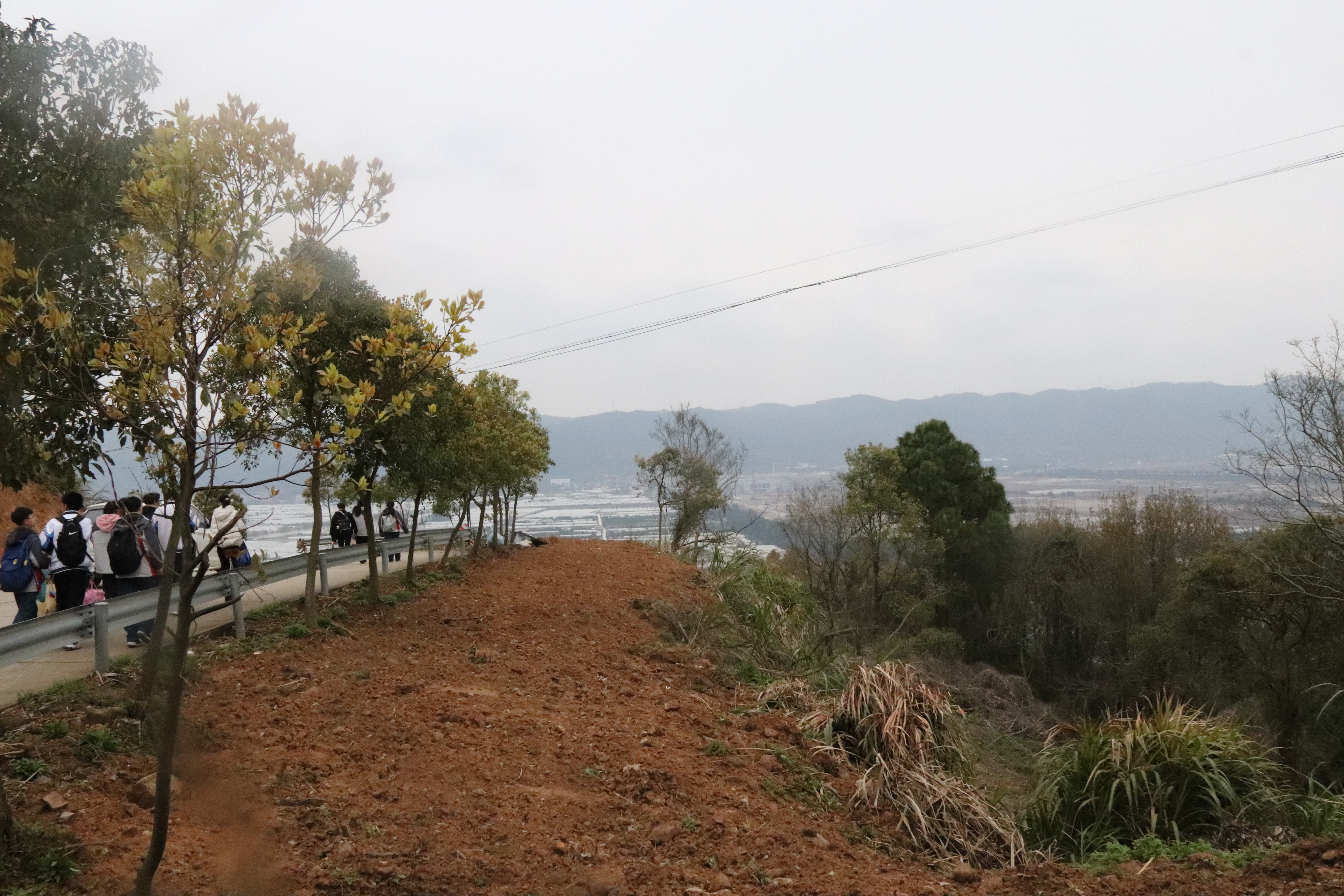
白马岙附近景点